# Содружество (судно)
«КРКПБ Содру́жество» — краборыбоконсервная перерабатывающая база, промысловое рыбообрабатывающее судно, предназначенное для приема от добывающих судов краба и рыбы-сырца и их переработки на консервы, пресервы, мороженую продукцию, рыбную и крабовую муку, жир, а также обеспечения добывающих судов всеми видами снабжения и обслуживанием.

## История строительства
Всего за период постройки судов этого типа с 1988 по 1989 годы была построена серия из трёх судов:
- «Содружество» — флагман
- «Пётр Житников», 1989, ИМО 8610265, ПЗ-2302
- «Всеволод Сибирцев», 1989, ИМО 8610277, ПЗ-2303

## Производительность технологических линий
| Тип производственной линии                          | Производительность |
| --------------------------------------------------- | ------------------ |

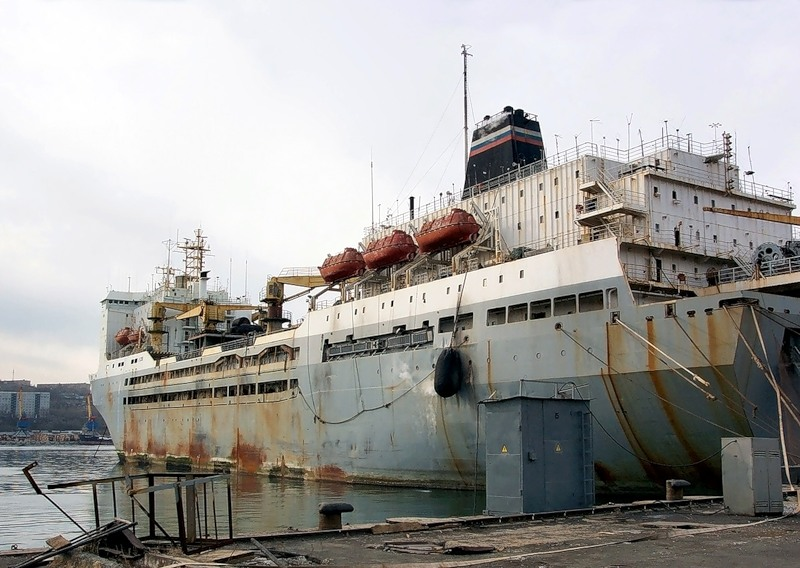
Плавбаза Содружество в порту

| по первичной обработке, сортировке и разделки краба | 120 т/22ч          |
| рыбы                                                | 300 т/22ч          |
| по производству консервов из краба в банке № 6      | 50 тфб/22ч         |
| рыбных консервов в банке № 6                        | 400 тфб/22ч        |
| по выработке пресервов                              | 55 т/22ч           |
| по выработке мороженой продукции                    | 160 т/22ч          |
| рыбной кормовой муки и технического жира (по сырью) | 120 т/22ч          |

## Происшествия
30 декабря 2010 года плавбаза «Содружество» вместе с 9 другими судами оказалась зажата сплошным 10-балльным льдом в Сахалинском заливе, в 11 милях от материка.
31 января 2011 года операция по спасению застрявших во льдах Охотского моря судов была завершена. В операции были задействованы ледоколы «Красин» и «Адмирал Макаров». Сообщается, что буксировка «Содружества» осуществлялась очень медленно из-за порывов буксировочного троса и сильного сжатия льдов. По сообщению пресс-центра Дальневосточного морского пароходства, операция по спасению судов изо льдов Охотского моря, по предварительным данным, обошлась в пять миллионов долларов.
2 мая 2020 года произошёл пожар на плавбазе «Всеволод Сибирцев», находящейся в порту Находки на ремонте. Возгорание произошло в результате взрыва газового баллона. Один человек погиб, один пострадал.